# Chvaletín
Chvaletín (německy Qualitzen, v letech 1939–1945 Kalkwiesen) je malá vesnice, část obce Písečné v okrese Jindřichův Hradec v Jihočeském kraji. Leží čtyři kilometry východně od Slavonic v nadmořské výšce 510 metrů. Leží v jižní části Brtnické vrchoviny v sevřené poloze mezi Mutenským hřbetem a dominantním kopcem Čtrnáctkou (599 metrů) a Šibeničním vrchem (504 metrů). Malá obec dříve s německým obyvatelstvem, po roce 1918 s českou menšinou, po roe 1945 české obyvatelstvo. V roce 1843 žilo v obci podle Vlastivědy moravské (vydání 2005) 250 obyvatel ve 46 domech a 59 domácnostech.

## Název
V písemných dokladech ze 14. století se střídají tvary Chvalečín a Chvaličín, nicméně původní podoba jména vsi zřejmě byla Chvalatín (s měkkým ľ). Základem pak bylo osobní jméno Chvalata (v mladší podobě Chvaleta) a význam místního jména tak byl "Chvalatův majetek". Německé jméno, písemně doložené od 17. století, vzniklo z českého. V 19. století by také používán název Chvalice.

## Historie
Základem Chvaletína byla slovanská osada. První písemná zmínka o vesnici pochází z roku 1351, potom byla krátce součástí hobezského statku. Od roku 1569 patřila ves k telčskému panství až do roku 1849. Desátky byly odváděny faře v Telči a telčskému panství. Na tydenní pondělní trhy se jezdilo z Chvaletína do Slavonic.
Elektrifikována byla ves v roce 1932 připojením na síť ZME Brno.

## Obyvatelstvo
| Rok            | 1869 | 1880 | 1890 | 1900 | 1910 | 1921 | 1930 | 1950 | 1961 | 1970 | 1980 | 1991 | 2001 | 2011 | 2021 |
| -------------- | ---- | ---- | ---- | ---- | ---- | ---- | ---- | ---- | ---- | ---- | ---- | ---- | ---- | ---- | ---- |
| Počet obyvatel | 236  | 231  | 208  | 196  | 202  | 221  | 207  | 145  | 138  | 119  | 81   | 63   | 50   | 47   | 40   |
| Počet domů     | 48   | 49   | 47   | 42   | 43   | 42   | 43   | 37   | 32   | 27   | 23   | 32   | 32   | 34   | 34   |

## Obecní správa
Chavletín byl samostatnou obcí a do roku 1849 byl součástí panství Písečné ve Znojemském kraji. V letech 1850 až 1855 byl podřízen politické pravomoci Podkrajského úřadu v Dačicích a v soudní správě okresnímu soudu tamtéž. Po vzniku smíšených okresních úřadů s politickou a soudní pravomocí byl v letech 1855 až 1868 podřízen Okresnímu úřadu v Dačicích. Když byly roku 1868 veřejná správa a soudnictví opět odděleny, vrátil se pod politickou pravomoc Okresního hejtmanství v Dačicích. Po okupaci pohraničí nacistickým Německem (v důsledku uzavření Mnichovské dohody) byl podřízen od října 1938 do května 1945 Landratu ve Waidhofenu an der Thaya, říšská župa Dolní Dunaj a v soudnictví Amtsgerichtu ve Slavonicích. Po osvobození v květnu 1945 náležel pod Okresní národní výbor v Dačicích a v jeho rámci od roku 1949 pod nově vzniklý Jihlavský kraj. Toto začlenění trvalo do poloviny roku 1960, kdy po územní reorganizaci byl Chvaletín s moravským Slavonickem přidělen pod správní okres Jindřichův Hradec a Jihočeský kraj, což trvalo až do zrušení Okresního úřadu v Jindřichově Hradci koncem roku 2002. V roce 1960 byla v rámci integrace obcí pod Chvaletín připojena obec Václavov a od 1. ledna 1976 byl Chvaletín připojen k Písečnému. Od roku 2003 spadá pod pověřený Městský úřad v Dačicích v samosprávném Jihočeském kraji.

## Škola
Obec měla od roku 1812 vlastní jednotřídní školu, přestože byl Chvaletín přifařen do Slavonic. Tuto školu navštěvovaly děti i z Václavova. Do roku 1945 se vyučovalo německy, poté české vyučování až do jejího zrušení v roce 1970, kdy bylo žactvo převedeno do Slavětína.

## Pamětihodnosti
- Kaple Neposkvrněného početí Panny Marie z konce 18. století, upravená v roce 1869 pseudogoticky

## Fotogalerie

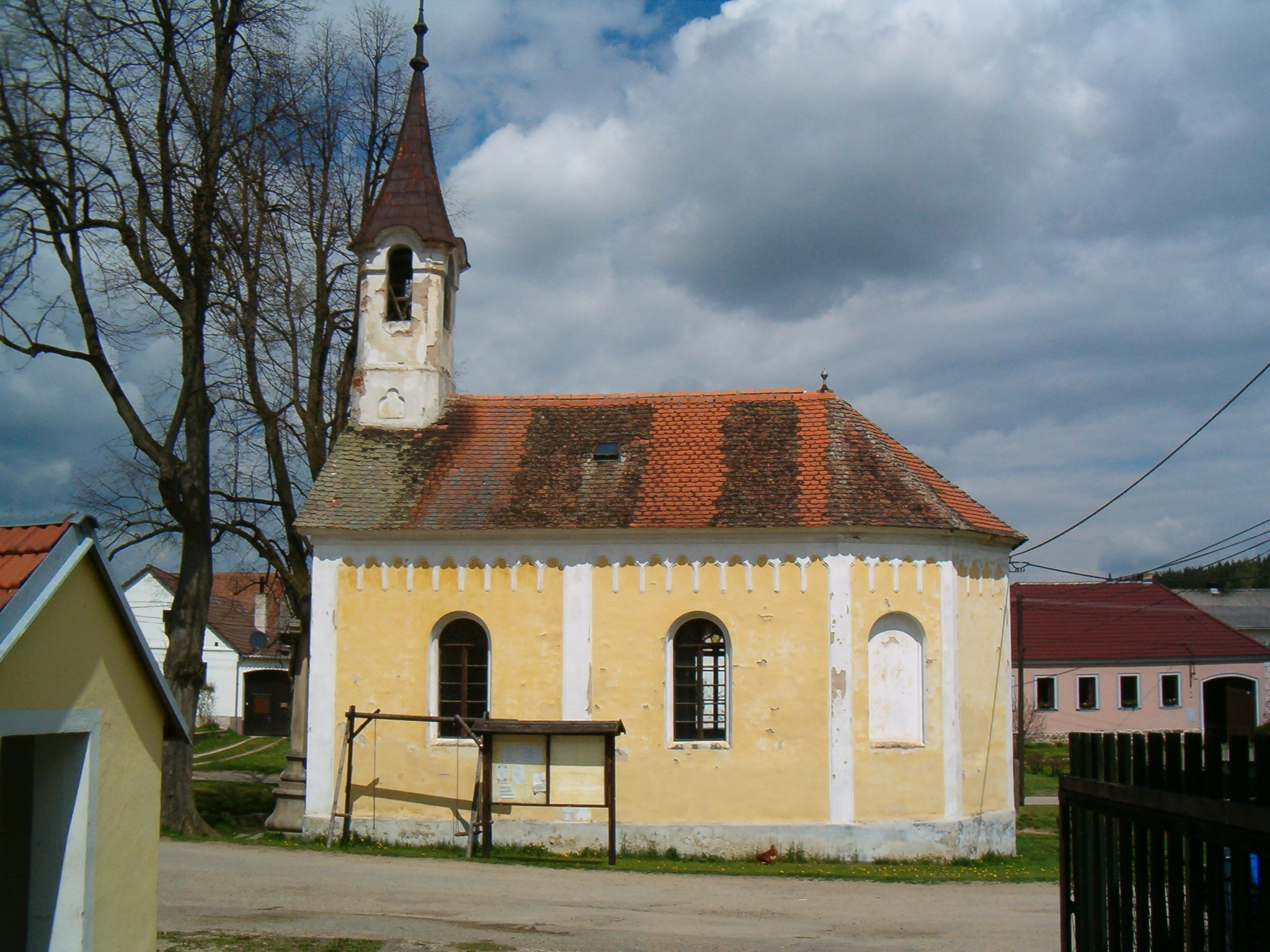
Kaple Neposkvrněného početí Panny Marie
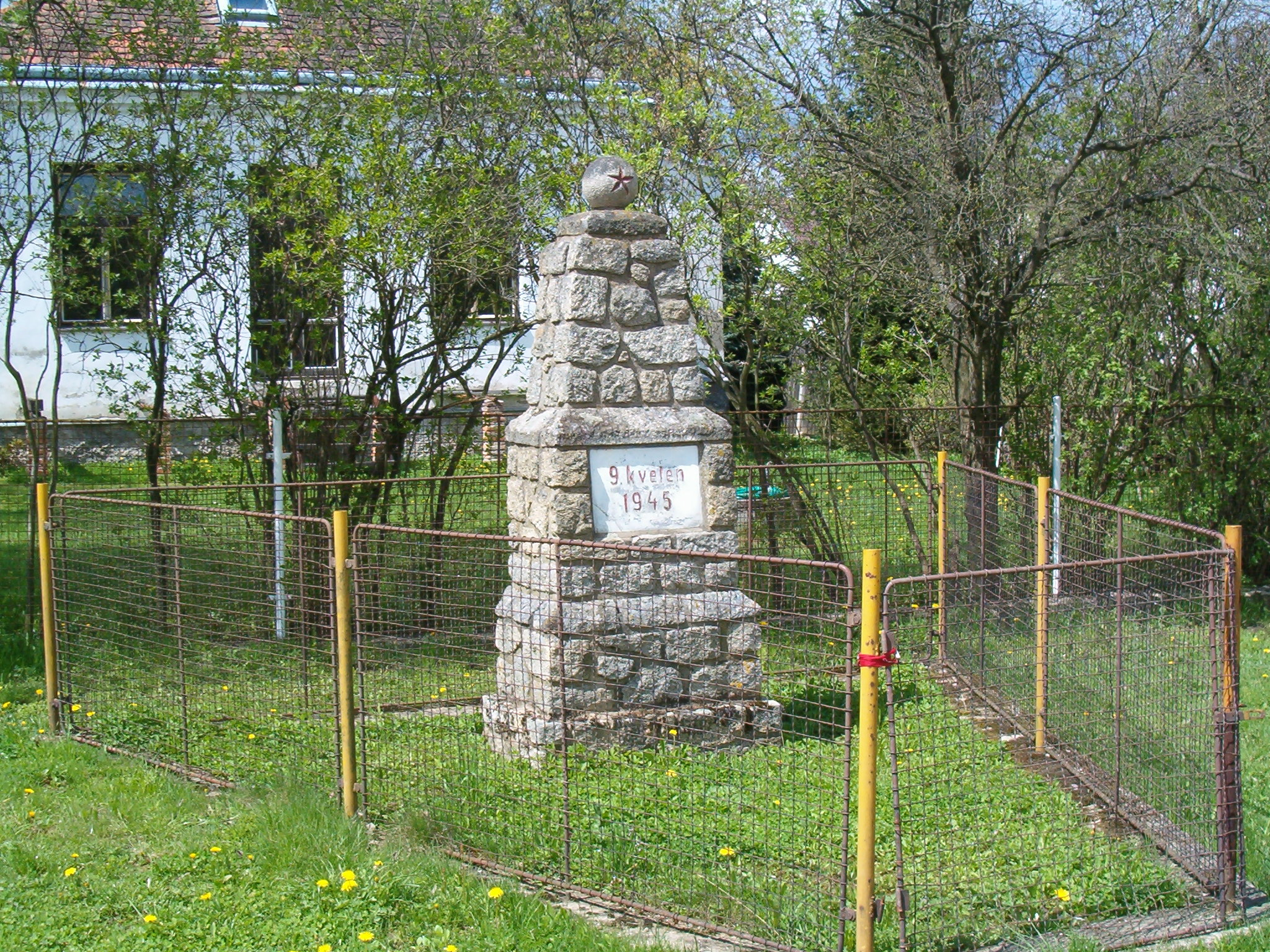
Pomník osvoboditelům 1945 před budovou bývalé školy ve Chvaletíně